# 八幡市立南山小学校
八幡市立南山小学校（やわたしりつ みなみやましょうがっこう）は、京都府八幡市八幡南山にある公立小学校。

## 概要
1987年に八幡市立八幡第四小学校から分離・開校した。校舎は切妻屋根を採用し、校地は国道1号線に隣接する。主な進学先は八幡市立男山第二中学校である。八幡市立美濃山小学校が開校するまで、長らく八幡市で最も新しい小学校であった。他の市立小学校同様に、制服や標準服は導入されていない。

## 沿革
- 1987年（昭和62年）4月 - 八幡市立南山小学校開校（用地買収の遅れにより、八幡第四小学校内に開校[2]）
- 1987年（昭和62年）9月 - 新校舎（現在地）に移転
- 1999年（平成11年） - コンピューター教室新設
- 2000年（平成12年） - 米飯給食の自校炊飯開始
- 2002年（平成14年） - 校内LAN整備
- 2006年（平成18年）2月 - 玄関をオートロック化[3]
- 2011年（平成23年）4月 - 八幡市立男山東中学校校区から八幡市立男山第二中学校校区へ変更

## 目指す児童像
- 心身ともにたくましい子
- よく考え進んで学ぶ子
- 心豊かで思いやりのある子

## 交通アクセス
- 京阪バスバス停「水珀」、「水珀南山」下車

## 通学区域が隣接している学校
- 八幡市立くすのき小学校
- 八幡市立中央小学校
- 八幡市立美濃山小学校
- （大阪府）枚方市立長尾小学校
- （大阪府）枚方市立船橋小学校